# Resigella
Resigella es un género de foraminífero bentónico de la subfamilia Argillotubinae, de la familia Allogromiidae, del suborden Allogromiina y del orden Allogromiida. Su especie tipo es Nodellum moniliforme. Su rango cronoestratigráfico abarca el Holoceno.

## Clasificación
Resigella incluye a las siguientes especies:
- Resigella bilocularis
- Resigella laevis
- Resigella moniliforme
- Resigella polaris